# 레베카 로메로

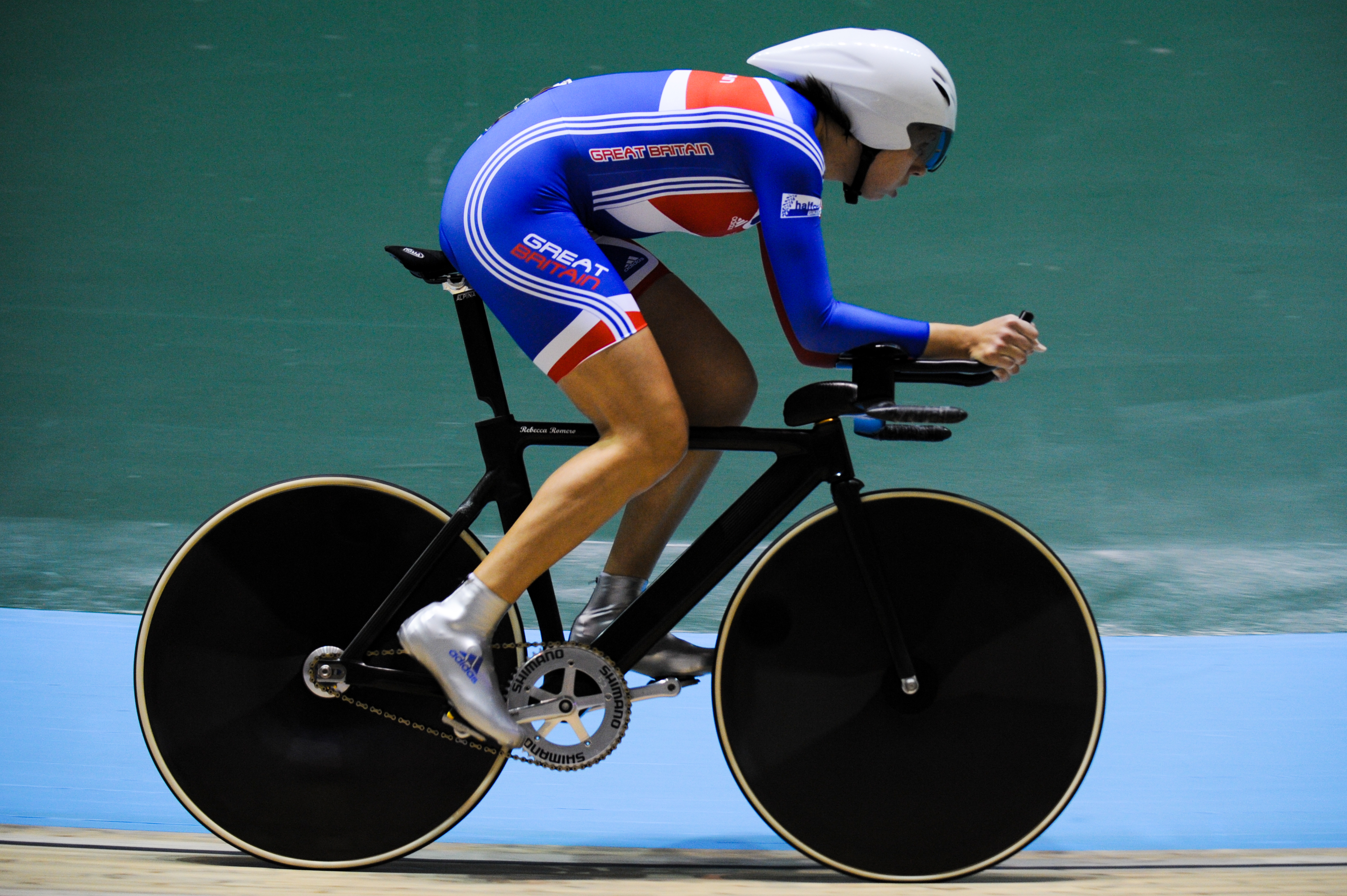
2008년 세계 선수권 대회

레베카 제인 로메로(Rebecca Jayne Romero, 1980년 1월 24일~)는 영국의 스포츠 여성으로 조정의 전 세계 챔피언이자 올림픽 은메달리스트이며, 트랙 사이클 종목의 전 세계 챔피언이자 올림픽 금메달리스트이다.
로메로는 사이클과 조정 모두에서 세계 선수권 대회에서 우승했다. 조정 선수로서 2004년 아테네 올림픽 쿼드러플 스컬에서 은메달을 획득했고, 이듬해에는 2005년 세계 선수권 대회 쿼드 스컬에서 우승한 영국 대표팀의 일원이었다. 지속적인 허리 부상으로 고생하던 로메로는 2006년에 조정 선수에서 은퇴했다.
이후 로메로는 트랙 사이클을 시작했고, 새로운 스포츠, 특히 트랙 지구력 종목에서 빠른 발전을 이루었다.
2006년 12월, 로메로는 국제 사이클 대회 데뷔전이었던 모스크바 UCI 트랙 월드컵 대회에서 동료 영국인 웬디 후브나걸에게 패해 개인 추발 종목 은메달을 획득했다.
로메로는 2007년 3월 3km 추발에서 은메달을 획득하며 첫 사이클 세계 선수권 대회 메달을 획득했다. 이듬해 맨체스터에서 열린 2008 UCI 트랙 사이클 세계 선수권 대회에서는 개인전과 (후브나걸, 조안나 로셀과 함께) 팀 추발 종목에서 우승했다.
로메로는 2008년 하계 올림픽에서 개인 추발 종목에 출전하면서 올림픽에서 두 가지 종목에 출전한 최초의 영국 여성이 되었다. 금메달을 획득하면서 로메로는 동독의 로스비타 크라우제에 이어 하계 올림픽에서 두 가지 종목에서 메달을 획득한 두 번째 여성이 되었다.